# Crànquids
Els crànquids (Cranchiidae) són una família de mol·luscs cefalòpodes de l'ordre Oegopsida que comprèn unes 60 espècies. Viuen en la superfície o a mitja profunditat de l'oceà. Inclou el calamar colossal, el més pesant del món, amb 495 kg.

## Característiques
Mesuren de 10 cm a 4,2 m. Moltes espècies són transparents. Es caracteritzen per un cos arrodonit i de curtes extremitats, amb dues files de ventoses. El tercer parell de braços és allargat. Moltes espècies tenen bioluminescència amb òrgans de llum als costats dels ulls, usats per esmorteir la seva ombra. La grandària ocular varia àmpliament, des de llargs i circulars a telescòpics i prominents. Tenen una càmera plena de solució d'amoni per ajudar a la flotació. Freqüentment l'únic òrgan visible a través dels teixits transparents és la glàndula digestiva semblant a un cigar, que en els cefalòpodes equival al fetge dels mamífers.
Com la majoria dels calamars, els crànquids joves viuen en aigües superficials, descendint més profundament en anar madurant. Algunes espècies poden viure a més de 2 km de profunditat. La forma corporal de moltes espècies canvia dràsticament entre els estadis fenològics i molts espècimens joves es confonen entre espècies.

## Gèneres
La família Cranchiidae inclou 37 espècies, repartides en 15 gèneres:
- Gènere Enigmocranchia

Subfamília Cranchiinae
- Gènere Cranchia
- Gènere Leachia
- Gènere Liocranchia

Subfamília Taoniinae
- Gènere Bathothauma
- Gènere Egea
- Gènere Galiteuthis
- Gènere Helicocranchia
- Gènere Liguriella
- Gènere Megalocranchia
- Gènere Mesonychoteuthis - calamar colossal
- Gènere Sandalops
- Gènere Taonius
- Gènere Teuthowenia